# Jens Zemke
Jens Zemke (Wiesbaden, 17 d'octubre de 1966) va ser un ciclista alemany, professional des del 1995 al 2001. Un cop retirat va dirigir diferents equips.

## Palmarès
- 1989
  -  Campió d'Alemanya en contrarellotge per equips
- 1992
  -  Campió d'Alemanya en contrarellotge per equips
  - Vencedor d'una etapa de la Volta a Baviera
- 1994
  - Vencedor d'una etapa de la Volta a Baviera
- 1997
  -  Campió d'Alemanya de muntanya
- 1998
  -  Campió d'Alemanya de muntanya
  - Vencedor d'una etapa de la Commonwealth Bank Classic
- 1999
  -  Campió d'Alemanya de muntanya
  - 1r a la Volta a Hessen i vencedor d'una etapa
  - 1r a la Volta a Nuremberg